# Daddy Yankee
Ramón (Raymond) Ayala (* 3. února 1976) alias Daddy Yankee je portorický raper, zpěvák, textař a herec. Reprezentuje reggaeton, je známý hlavně hitem Gasolina, který se jako první reggaeton dostal do Evropy. 12. ledna 2017 nazpíval společně s Luisem Fonsi píseň Despacito, jež se dostala na vrchol světových hitparád.

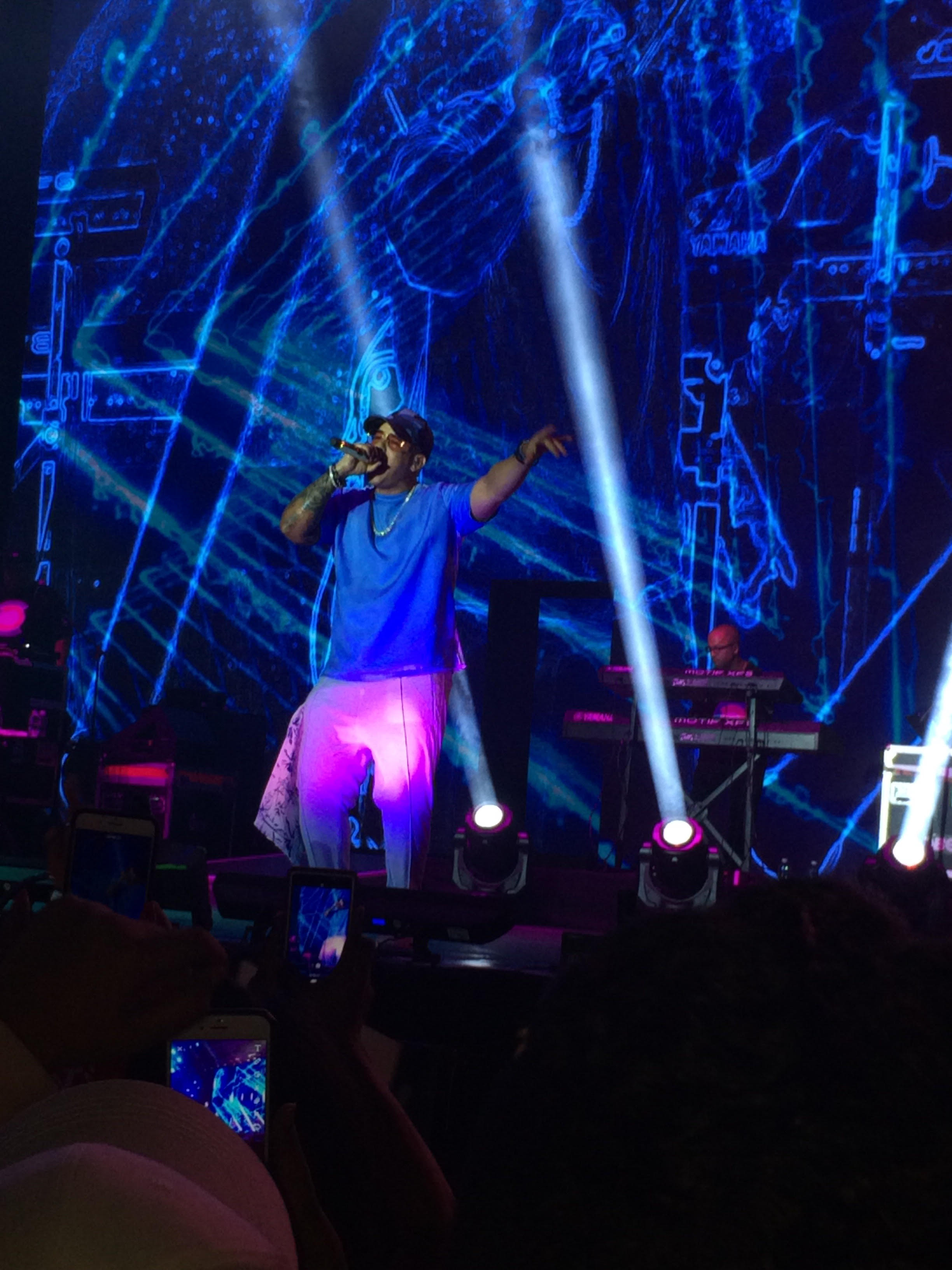
Daddy Yankee 2019

## Diskografie
- No Mercy, 1995
- El Cartel, 2000
- El Cartel II, 2001
- ElCangri.com, 2002
- Los Hombrones Vol. 1, 2003
- Barrio Fino, 2004
- Ahora Le Toca Al Cangri - Live, 2005
- Barrio Fino En Directo - Live, 2006
- Salsaton "Salsa Con Reggaetón" (Salsatón: Salsa con reggaetón), (2006)
- El Cartel: The Big Boss, 2007
- Talento de Barrio: El Soundtrack, 2008
- Prestige, 2012
- Con Calma & Mis Grandes Exitos, 2019
- 2K20, 2020
- Legendaddy, 2022

## Filmografie
- Vampiros (2004)
- Talento De Barrio (2008)